# Ich bin
Ich Bin — первый сингл немецкой певицы LaFee, вышедший 10 июня 2011 года, с её пятого студийного альбома «Frei»

## Долгожданное возвращение
На The Dome 58 LaFee представила свою новую песню и клип после двухлетнего перерыва. В клипе можно увидеть весь творческий путь певицы: от начала карьеры до выхода этого сингла. Это подтверждают картины из клипа «Wer Bin ich?», воздушные шары с клипа «Mitternacht» и катана из клипа «Ring Frei».

## Список композиций
- CD сингл (Германия)[3]

1. «Ich Bin» — 2:57
2. «Unschuldig» — 3:02

- Промосингл[4]

1. «Ich Bin» — 2:57

- Digital download[5]

1. «Ich Bin» — 2:57
2. «Unschuldig» — 3:02

## Чарты
| Чарт (2011)                 | Лучший результат |
| --------------------------- | ---------------- |
| Австрия (Ö3 Austria Top 40) | 53               |
| Германия (GfK)              | 80               |
| Bravo Songs Chart           | 12               |